# Altium Designer
Altium Designer (AD) es un paquete de software de Automatización de diseño electrónico y PCB para placas de circuito impreso. Está desarrollado por la empresa de software australiana Altium Limited.

## Historia
Altium Designer fue lanzado originalmente en 2005 por Altium, conocida en aquella época como Protel Systems Pty Ltd. Sus orígenes se remontan a 1985, cuando la empresa lanzó la herramienta de diseño de PCB basada en DOS conocida como Protel PCB (que más tarde se convertiría en Autotrax e Easytrax). Originalmente sólo se vendía en Australia. Protel PCB fue comercializado internacionalmente por HST Technology desde 1986. El producto estuvo disponible en Estados Unidos, Canadá y México a partir de 1986, comercializado por ACCEL Technologies, Inc. con sede en San Diego, bajo el nombre de Tango PCB. En 1987, Protel lanzó el editor de diagramas de circuitos Protel Schematic para DOS.
En 1991, Protel lanzó Advanced Schematic and Advanced PCB 1.0 para Windows (1991–1993), seguidos de Advanced Schematic/PCB 2.x (1993–1995) y 3.x (1995–1998). En 1998, Protel 98 consolidó todos los componentes, incluidos Advanced Schematic y Advanced PCB, en un único entorno. En 1999, Protel 99 introdujo la primera visualización 3D integrada del ensamblaje de PCB. Le siguió Protel 99 SE en el año 2000. Protel DXP se publicó en el año 2003, Protel 2004 en el año 2004, Altium Designer 6.0 en el 2005. La versión 6.8 de Altium Designer del 2007 fue la primera en ofrecer visualización 3D y comprobación de autorización de PCB directamente dentro del editor de PCB.

## Características

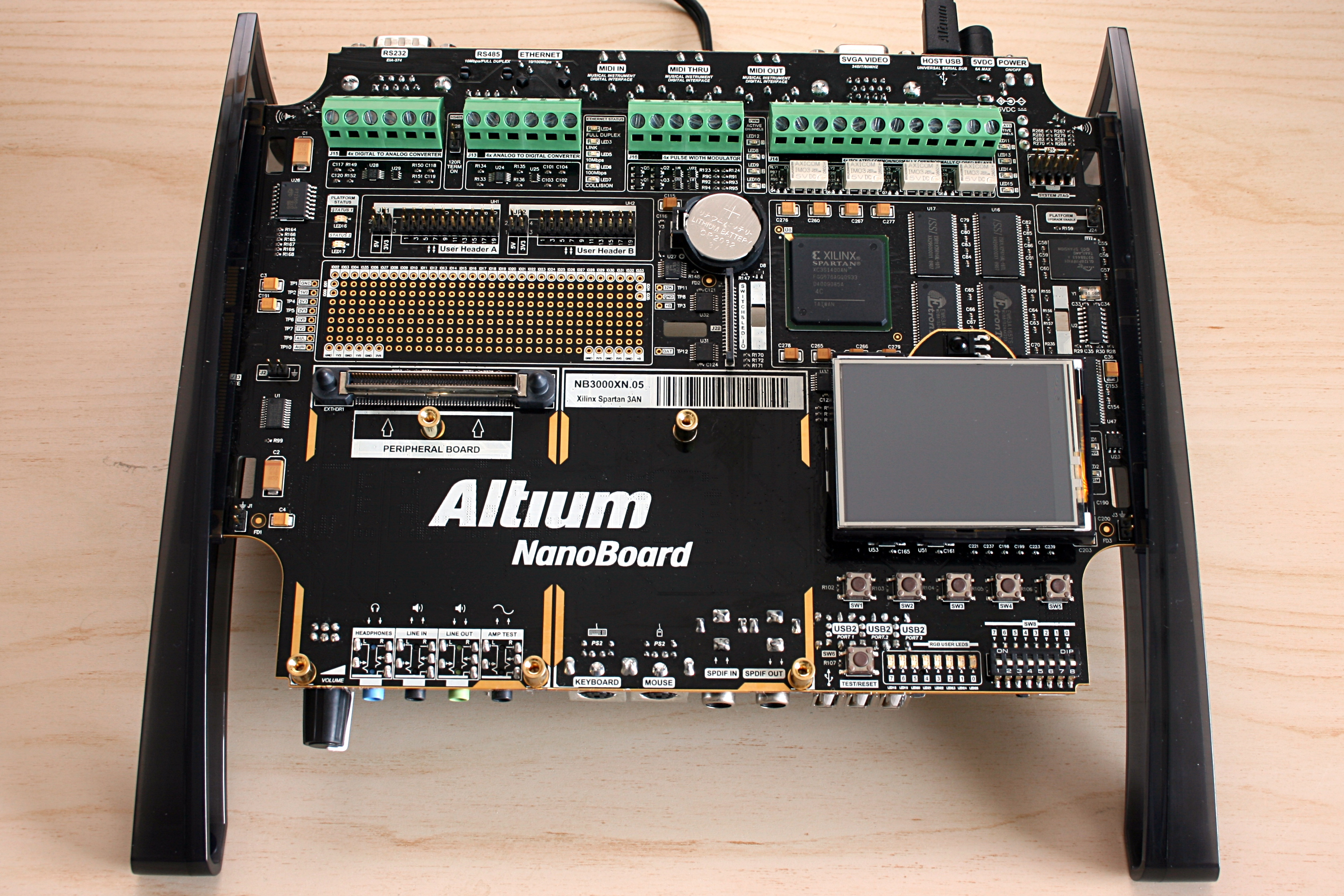
Placa de desarrollo FPGA Altium NanoBoard 3000 que incorpora un FPGA Xilinx Spartan-3AN.

La suite de Altium Designer abarca cuatro áreas funcionales principales, que incluyen la captura sistemática, el 3D diseño de PCB en 3D, el desarrollo de matrices de puertas programables en campo (FPGA) y la gestión de versiones/datos. Se integra con varios distribuidores de componentes para acceder a los datos del fabricante. También dispone de edición 3D interactiva de la placa y exportación MCAD a STEP.

## Formatos de archivo
Altium Designer admite la importación y exportación de varios formatos de archivo de intercambio de datos CAD y PCB. Los formatos de archivo nativos de la herramienta son *.schDoc y *.PcbDoc. 
Altium Designer es capaz de importar y exportar formatos de archivo AutoCAD *.dwg/*.dxf y ISO STEP.